# 小行星6108
小行星6108（6108 Glebov）是一颗绕太阳运转的小行星，为主小行星带小行星。该小行星于1971年8月18日发现。

## 轨道参数
小行星6108的轨道半长轴为2.1936381 UA，离心率为0.203。